# گایبنده صدار
گایبنده صدار (به لاتین: Gaibandha Sadar) یک منطقهٔ مسکونی در بنگلادش است که در ناحیه گایبنده واقع شده‌است. گایبنده صدار ۳۲۰٫۲۵ کیلومتر مربع مساحت و ۴۳۷٬۲۶۸ نفر جمعیت دارد.